# O Ano de Alan Turing
O Ano de Alan Turing, 2012, marcou a celebração da vida e da influência científica de Alan Turing durante o centenário de seu nascimento, em 23 de junho de 1912. Turing teve uma importante influência nas áreas de computação, ciência da computação, inteligência artificial, biologia do desenvolvimento, e da teoria da computação e fez importantes contribuições para as quebras de criptografia durante a Segunda Guerra Mundial. O comitê do centenário de Alan Turing (TCAC) foi originalmente criado pelo Professor Barry Cooper. Alan Turing é considerado o pai da computação e é um dos principais ícones da área da ciência da computação.
O impacto internacional do trabalho de Turing é refletido na lista de países em que o Ano de Alan Turing foi celebrado, incluindo: Bolívia, Brasil, Canadá, China, República checa, França, Alemanha, Índia, Israel, Itália, Holanda, México, Nova Zelândia, Noruega, Filipinas, Portugal, Espanha, Suíça, Reino UNIDO e U. S. A. Mais  de 41 países celebraram o Ano de Alan Turing.

## Eventos

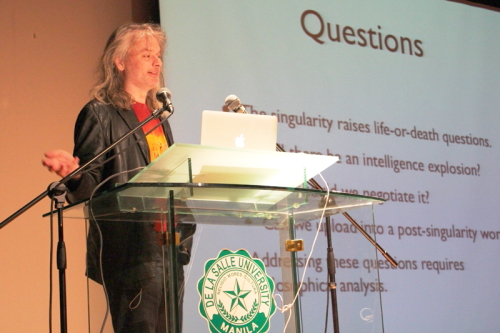
David Chalmers no palco da celebração do Ano de Turing (2012), na conferência da Universidade de La Salle, em Manila, 27 de Março de 2012

Uma série de grandes eventos aconteceram durante todo o ano. Alguns destes estavam ligados aos lugares com significado especial na vida de Turing, tais como a Universidade de Cambridge, a Universidade de Manchester, Bletchley Park, e a Universidade de Princeton. A ACM se envolveu nesses eventos de junho a setembro de 2012. Doze museus estavam envolvidos, incluindo na Alemanha e no Brasil. Artistas, músicos e poetas participaram nas celebrações internacionalmente.
Eventos tais como a  Conferência Computability in Europe (2012), bem como atividades do centenário de Turing foram organizadas e patrocinadas pela British Computer Society, a Association for Symbolic Logic, British Colloquium for Theoretical Computer Science, a British Society for the History of Mathematics, a Association for Computing Machinery, British Logic Colloquium, Society for the Study of Artificial Intelligence and the Simulation of Behaviour, a Computer Conservation Society, a Computer Society of India, o Bletchley Park Trust, a European Association for Computer Science Logic, a European Association for Theoretical Computer Science,International Association for Computing and Philosophy, o Department of Philosophy da De La Salle University-Manila, a John Templeton Foundation, a Kurt Gödel Society, o IEEE Symposium on Logic in Computer Science, o Science Museum, e Turing100in2012. A Conferência do Centenário de Alan Turing  foi realizada na Universidade de Manchester em junho de 2012.
Ano Alan Turing é conhecido no Twitter como Ano de Alan Turing . @alanturingyear.

## Os organizadores
O Ano de Turing foi coordenado pelo Turing Centenary Advisory Committee  (TCAC), que representou uma boa parcela do envolvimento organizacional e da especialidade técnica nas celebrações de  2012. Alguns dos membros do comitê de organização incluem o Presidente honorário, Sir John Dermot Turing; O Presidente e fundador do comitê, matemático e autor de "Alan Turing - His Work and Impact", S. Barry Cooper; o biógrafo de Turing, Andrew Hodges; Wendy Hall, a primeira pessoa de fora da América do Norte eleita Presidente da ACM, em julho de 2008; Simon Singh; Hugh Loebner patrocinador do Prêmio Loebner  de Inteligência Artificial (concurso científico anual baseado no famoso teste de Turing) ,o Ciberneticista Kevin Warwick, autor de 'March of the Machines' e 'I, Cyborg', e o membro do comitê  Daniela Derbyshire, que também faz a coordenação internacional de marketing e publicidade.

## Publicidade do Reino Unido
Os exemplos incluem:
O Royal Mail emitiu um selo comemorativo pelo Centenário de Turing.
"O Jogo da Imitação : como Benedict Cumberbatch trouxe Turing para a vida" - The Guardian, terça-feira, 7 de outubro de 2014
"Decodificando a família Turing", Professor Barry Cooper - The Guardian, Terça-feira, 17 de abril de 2012
"Centenário de Alan Turing: elogios continuam chegando" - Yahoo Notícias de 3 de abril de 2013
"Ano de Alan Turing - o Estabelecimento Britânico ainda não o entende" Barry Cooper - The Guardian, Terça 22 janeiro 2013
"Alan Turing e o bullying dos geeks britânicos", S Barry Cooper - The Guardian, Quarta-feira, 20 de junho de 2012
"Jogando Monopoly com Alan Turing", S Barry Cooper - The Guardian, Segunda-feira, 24 de setembro de 2012
"Alan Turing: "eu estou construindo um cérebro." Meio século mais tarde, seu sucessor vence Kasparov" , S Barry Cooper - The Guardian, Seg 14 Maio 2012
"O Google doodle torna-se o Enigma, em homenagem a Alan Turing". - The Daily Telegraph, sábado 23 de junho de 2012
"Homenagem ao pai da computação". - BBC News, Sáb, 27 de outubro de 2012
"O outro teste de Turing: O amado Monopoly do quebrador de códigos lhe presta o elogio final -  The Independent, Sábado, 8 de setembro de 2012
"Diretor Iain Lobban da GCHQ presta homenagem ao Centenário de Alan Turing - Oddballs Wanted " Daily Mail, a 5 de outubro de 2012
"A teoria matemática do girassol é testada". - BBC News
"Como o leopardo obteve suas manchas? Alan Turing foi assunto ao longo de todo. -The Daily Telegraph"
"A Rainha saúda o 'gênio' de Alan Turing em visita ao  Quartel General de quebra de códigos da Segunda Guerra Mundial em Bletchley Park."-  www.menmedia.co.reino unido, Sexta, 15 de julho de 2011
"Barry Cooper foi entrevistado na BBC 3 Counties Rádio e Sky News em relação ao perdão de Alan Turing em 24 de dezembro de 2013."

## References
1. ↑  Turing100in2012.
2. ↑  Author of Hodges, Andrew (1992), Alan Turing: The Enigma, ISBN 978-0-09-911641-7, London: Vintage
3. ↑  Author of: Singh S (outubro de 1998). Fermat's Enigma. New York: Anchor Books. ISBN 978-0-385-49362-8